# Frontière entre les États-Unis et les Samoa
La frontière entre les États-Unis et les Samoa est une frontière, entièrement maritime, séparant les Samoa américaines et les Samoa, dans l'océan Pacifique. L'archipel est notamment séparé par la ligne internationale de changement de date.

## Historique
La ligne est instaurée en 1899 à la signature du traité de Samoa qui acte le partage de l'archipel en deux selon le 171e méridien ouest : à gauche, la partie occidentale revient à l'empire allemand qui établit un protectorat ; à droite, la partie orientale est attribuée aux Américains. Les Samoa occidentales passeront sous administration néo-zélandaise après la première guerre mondiale pour devenir indépendantes après la Seconde guerre mondiale en 1965. L'île Swains est un cas plus particulier car en octobre 1856, l'atoll isolé est devenu un établissement propriétaire semi-indépendant de la famille Jennings, des américains qui y exploitait le copra ; l'île fut définitivement annexée par les Américains le 4 mars 1925.
En 2021, aucun traité n'établit précisément de tracé, une situation encore très fréquente dans le Pacifique.
Pour définir les zonse économiques exclusives respectives, la ligne de base est établie jusqu'à 200 milles marins (370,42 km) de ses côtes au maximum et les zones se recoupent sur une ligne d'équidistance basée sur la définition du trait de côte.
Les contours des côtes samoanes épousent celles de ses deux îles Savai'i et Upolu face aux îles Swains au nord et Ofu et Tutuila au sud .
Les extrémités de cette frontière sont deux tripoints :
- Au nord, une jonction avec les Tokelau, territoire néo-zélandais, en prenant en compte l'île d'Nukunonu : le point se trouve à 155 nm de chaque île. Les Tokelau réclame toujours leur souveraineté sur Swains
- Au sud, une jonction avec les Tonga, en prenant en compte l'île d'Tafahi: le point à environ 115 nm de chaque île.

Le tracé suivrait donc une ligne composée de six segments principaux mesurant de 14 nm à 88 nm de longueur, située entre les points 11° 02′ 17″ S, 173° 44′ 48″ O et 15° 50′ S, 171° 52′ O sur une distance de 450 nm .
Plusieurs discussions sont en cours notamment en 2019 au sein du Forum des îles du Pacifique pour aboutir à un traité officiel, avec un objectif pour les Samoa de finaliser les traités avant 2025. 